# Draç
Draç – turecki torpedowiec z początku XX wieku, jedna z siedmiu zbudowanych we Włoszech jednostek typu Antalya. Okręt został zwodowany w 1904 roku w stoczni Ansaldo w Genui, a w skład marynarki Imperium Osmańskiego wszedł 8 stycznia 1907 roku. Torpedowiec wziął udział w I wojnie bałkańskiej i I wojnie światowej, a następnie służył pod banderą Republiki Turcji do 1924 roku. W 1926 roku okręt przebudowano na barkę, a złomowany został w 1936 roku.

## Projekt i budowa
Siedem torpedowców typu Antalya zostało zamówionych przez Turcję we Włoszech w 1904 roku. Jednostki były niemal identyczne jak okręty typu Akhisar, różniąc się siłownią o większej mocy.
„Draç” zbudowany został w stoczni Ansaldo w Genui (numer stoczniowy 138). Stępkę okrętu położono w kwietniu 1904 roku i w tym samym roku został zwodowany . W 1905 roku przeprowadzono próby morskie, a 29 listopada 1906 roku torpedowiec został odebrany przez zamawiającego w Genui. Nazwę otrzymał od albańskiego miasta Durrës.

## Dane taktyczno-techniczne
Okręt był torpedowcem z kadłubem wykonanym ze stali, podzielonym na dziewięć przedziałów wodoszczelnych. Długość całkowita wynosiła 51 metrów (50,5 metra między pionami) szerokość 5,7 metra i zanurzenie 1,4 metra. Wyporność normalna wynosiła 165 ton. Jednostka napędzana była przez dwie pionowe, trzycylindrowe maszyny parowe potrójnego rozprężania Ansaldo o łącznej mocy 2700 KM, do których parę dostarczały dwa kotły wodnorurkowe (także produkcji Ansaldo) . Prędkość maksymalna napędzanego dwoma śrubami okrętu wynosiła 26 węzłów. Okręt zabierał zapas 60 ton węgla .
Na uzbrojenie artyleryjskie jednostki składały się dwa pojedyncze działka kalibru 37 mm Hotchkiss QF L/20 z zapasem 250 nabojów . Broń torpedową stanowiły zamontowane na pokładzie, z przodu i tyłu sterówki, dwie pojedyncze obracalne wyrzutnie kalibru 450 mm, z łącznym zapasem czterech torped .
Załoga okrętu składała się z 4 oficerów i 26 podoficerów i marynarzy .

## Służba
„Draç” został wcielony w skład marynarki wojennej Imperium Osmańskiego 8 stycznia 1907 roku w Stambule . W maju 1909 roku torpedowiec wziął udział w pierwszych manewrach floty tureckiej na Morzu Marmara. 10 października 1912 roku, tuż po wybuchu I wojny bałkańskiej, okręt stacjonował w Stambule, a od 16 października przebywał w stoczni Tersâne-i Âmire w Stambule. Po podpisaniu zawieszenia broni w kwietniu 1913 roku torpedowce „Draç” i „Musul” patrolowały rejon miast Tekirdağ i Silivri.
Od lipca do sierpnia 1914 roku okręty 1. dywizjonu torpedowców („Draç” wraz z siostrzanymi „Musul” i „Kütahya” oraz „Akhisar”) uczestniczyły w patrolowaniu zachodnich podejść do Dardaneli, zapuszczając się pod Imroz. 10 sierpnia okręt wziął na hol osmański wodnosamolot, który wodował przymusowo nieopodal Imroz, po czym dopłynął z nim do Çanakkale, obserwowany przez brytyjski niszczyciel. 27 października 1914 roku, przed przystąpieniem Imperium Osmańskiego do I wojny światowej po stronie państw centralnych, okręt, którym dowodził kpt. mar. (tur. yüzbaşı) Aziz Mahmut Ali, nadal wchodził w skład 1. dywizjonu torpedowców.
Przed atakiem sił Ententy na Gallipoli „Draç” i siostrzane torpedowce zostały przerzucone do portów położonych na europejskim wybrzeżu Morza Marmara. 27 maja 1915 roku „Draç” i „Yarhisar” eskortowały zmierzający do Gelibolu pancernik „Barbaros Hayreddin”, unikając dzięki księżycowej nocy ataku ze strony brytyjskiego okrętu podwodnego HMS E11. 27 czerwca okręt wszedł na mieliznę nieopodal Şarköy. W 1915 roku na torpedowcu dokonano modyfikacji uzbrojenia: zdemontowano jedną wyrzutnię kal. 450 mm, instalując w zamian działo kalibru 57 mm SK C/99 L/45, z zapasem 100 nabojów . Załoga okrętu liczyła w tym czasie czterech Niemców i 39 Turków.
Po postawieniu w sierpniu 1916 roku przez Rosjan dużej ilości min morskich u wejścia do Bosforu, prócz trałowców do likwidacji zagrożenia zostały przystosowane również torpedowce i niszczyciele „Draç”, „Musul”, „Kütahya”, „Yunus”, „Samsun” oraz kanonierka „Malatya” (typu Taşköprü).
1 marca 1918 roku „Draç” zderzył się z „Yunusem” nieopodal portu Tekirdağ. Od 14 lipca torpedowce „Draç”, „Musul”, „Akhisar” oraz „Sultanhisar” wraz z krążownikami torpedowymi „Berk-i Satvet” i „Peyk-i Şevket” jako jedyne okręty floty osmańskiej operowały aktywnie na Morzu Czarnym. W październiku okręt odstawiono do rezerwy.
Po zakończeniu wojny, od lutego 1919 roku do 1920 roku jednostka pełniła służbę patrolową zwalczając przemyt. Uzbrojenie okrętu zostało w tym okresie zredukowane do dwóch działek kalibru 37 mm . 29 października 1923 roku „Draç” został formalnie wcielony do nowo powstałej marynarki wojennej Republiki Turcji, choć jego stan techniczny nie pozwalał na eksploatację. W 1924 roku jednostka podjęła czynną służbę, lecz jeszcze w tym samym roku okręt wycofano ze składu floty. W 1926 roku okręt przebudowano na barkę, której używano w Gölcük. Jednostkę złomowano w 1936 roku .